# Emmanuel Damongo-Dadet
Emmanuel Joachim Damongo-Dadet né le 16 août 1914 à Impfondo et mort le 14 mars 1973 à Pointe-Noire, est un homme politique et diplomate du Moyen-Congo, alors colonie française. Avec Jean Félix-Tchicaya, Jacques Opangault, Fulbert Youlou, Stéphane Tchitchéllé, il fait partie de la première génération de Congolais ayant conduit les destinées de leur nation.

## Biographie
Emmanuel Damongo-Dadet naît le 16 août 1914 à Impfondo dans la région de la Likouala. Il est le père de Jean-Lin Dadet Zongbe (30 novembre 1930- 4 juillet 2015), cadre de la Caisse nationale de sécurité sociale , de Cesar Mompolo Dadet, directeur de cabinet du ministre du président Marien Ngouabi , de Jean-Claude Dadet (1955- ?) et d'une unique fille , Cécile Dadet née en 1959 . Il est l'oncle du musicien congolais Jean-Dieudonné Malapet dit Nino (1935-2012).
Il s'engage dans la fonction publique à l'âge de quinze ans. Il est formé à Brazzaville et devient plus tard professeur puis directeur de l’école urbaine de Dolisie. 

### Carrière politique et diplomatique
En 1945, il entre en politique en rejoignant le Parti progressiste congolais (PPC) fondé par Jean Félix-Tchicaya, qui dominait la scène politique de l'Afrique Équatoriale française pendant plusieurs années. Il y rencontre Aubert-Lucien Lounda, le premier Secrétaire Général du parti, Maurice Akouala, Akarambole, Pierre Goura, Simon-Pierre Kikhounga-Ngot, Raphael Ambassa, Jean Malonga, Marcel Ibalico, Joseph Pouabou, Jacques Bouiti, Victor-Justin Sathoud, Nzongo Auguste, Ango Raymond.
Emmanuel Damongo-Dadet a également été préfet de l’administration coloniale du temps où Félix Éboué était le gouverneur général de l’Afrique-Équatoriale française (AEF). Il est élu conseiller-représentant à l’Assemblée territoriale du Moyen-Congo en 1946, puis un an plus tard, représentant de l’Assemblée de l’Union Française.
Lorsqu'en 1949, le PPC quitte le Rassemblement démocratique africain de Félix Houphouët Boigny, il démissionne du parti et est sévèrement battu dans sa tentative de réélection à l'assemblée territoriale française. Il fonde son éphémère formation politique, le Front démocratique congolais (FDC). Il perd ses deux sièges lors des élections à l’Assemblée territoriale du Moyen-Congo et à l’Assemblée de l’Union française en 1952 et 1953.
En 1956, il rejoint l'Union démocratique pour la défense des intérêts africains de Fulbert Youlou. Il est récompensé en intégrant le comité exécutif du parti et en occupant différents postes ministériels entre 1958 et 1960.
En décembre 1960, il est le premier ambassadeur congolais aux États-Unis et aux Nations unies. 

### Musicien et poly-instrumentiste
Emmanuel Damongo joue à la fois du saxophone, de la clarinette et de la guitare.
Au début des années 1940, Brazzaville disposait de quatre grandes fanfares, notamment la fanfare militaire, la fanfare de la milice, la fanfare de la mission catholique et la fanfare municipale. Celles-ci animaient par exemple les entractes des rencontres de football, en alternance avec l'harmonie sainte Cécile de Kinshasa. En plus de son métier d'instituteur, Emmanuel Dadet dirigeait également la fanfare de l'école. 
À la suite de la dislocation de la fanfare de la municipalité de Brazzaville, Emmanuel Damongo crée le groupe Mélo Congo (Mélomanes congolais). Ce groupe connaît rapidement un succès retentissant grâce au talents de ses musiciens et l'utilisation des cuivres, des guitares, la batterie, le jazz et le chant, sans oublier les spectaculaires concerts. 
Lorsqu'il est affecté à Dolisie audébut des années 1950, il cède la direction du Melo Congo à Félix Maleka.

### L'homme de lettres
Avec Pierre Tchicaya de Boempire, ils sont les pionniers de la littérature congolaise. 
Au début de sa carrière, il exerce le métier de journaliste, notamment au sein de la radio de l'AEF. Il est également poète et romancier.

## Ouvrages
- Emmanuel Joachim Damongo Dadet, Congolila, Inconnu, 1950

- Emmanuel Joachim Damongo Dadet, Panorama congolais (Congo-Brazzaville) : : Conférence donnée aux étudiants de l'Université de Boulder, Colorado, le 25 avril 1962, Ambassadors, 1962, 70 p.[10]

### Sportif
La musique n’a pas été le seul violon d'Ingres d'Emmanuel Dadet. Il s'est également illustré dans le domaine de la boxe et du football.